# Tsuba
Tsuba (鍔) é um disco de ferro utilizado em espadas japonesas - katana, tanto, naginata e ninja to - para a proteção da mão contra a espada do oponente  e para as suas mãos não escorregar pela empunhadura em direção à lâmina. O termo japonês tsuba designa a "guarda ou proteção de mãos".

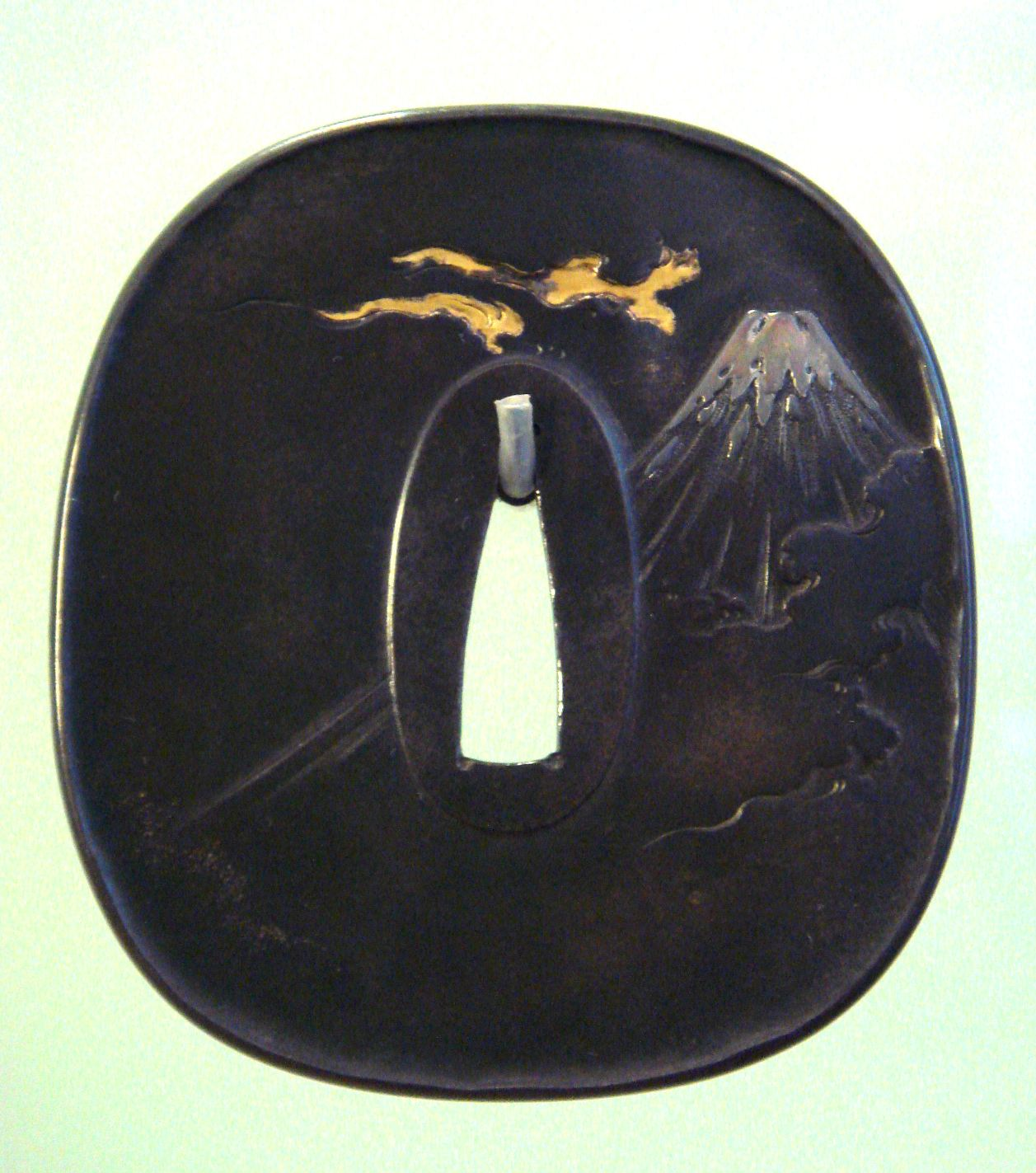
Tsuba: guarnição decorada das espadas japonesas.

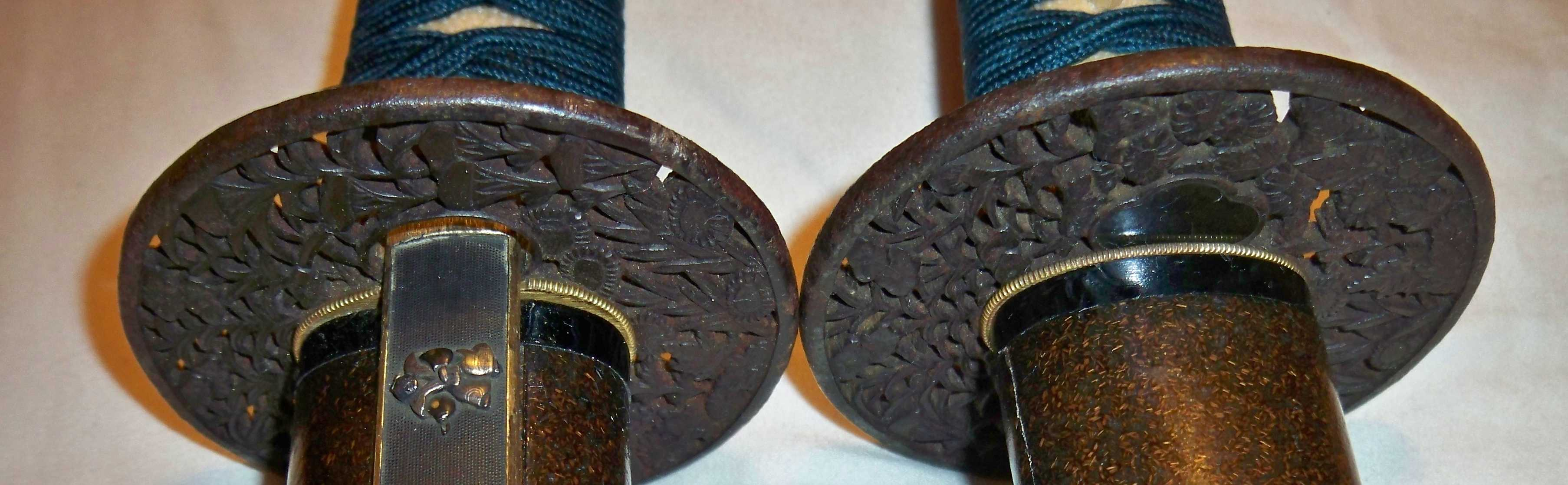
Daisho tsuba.

Composto com a empunhadura, geralmente da mesma forma como a katana, a Tsuba na empunhadura permitia a utilização de duas mãos simultaneamente. Era portanto comprida o suficiente para que se utilizassem as duas mãos como se fosse um "machado de guerra de uma lâmina comprida" e assim se prestava quando necessário pelo fio da lâmina e velocidade do golpe, porém leve o suficiente para se lutar apenas com uma mão se fosse necessário.
Alguns Tsuba tinham a guarda ou proteção de mãos quadrada nos ninja tu, como a própria empunhadura, diferente da katana que eram cilíndricas, outras terminavam na guarda a própria empunhadura (as mais antigas).
O material das mais antigas e de forma geral eram de madeiras de laca nobre e ligas de metal nobre com ornamentos no próprio metal, que aflorava na Tsuba artisticamente elaborada.
Temperada tanto na empunhadura como no corpo da lâmina; para lhe dar uma necessária flexibilidade e a integridade de uma peça única no combate, a lâmina ficava embutida dentro da Tsuba e atravessava até a extremidade posterior. Isso permitia que o ninja utilizasse duas ninja tu, se assim desejasse.
O chamado tempero metálico era uma técnica no preparo da armas brancas de origem Chinesa em que era mergulhada a lâmina já pronta e rubra como brasa com o Tsuba em água misturada a óleos de origem orgânica para "oxigená-la", quando a lâmina ainda se encontrava em brasa, e já embutida no Tsuba.
A madeira de laca nobre e a liga de metal trabalhados dessa forma adquiriam uma resistência maior, na forma em que se incorporava na lâmina, como uma só peça.
Depois desse tratamento, dificilmente rachava ou quebrava em combate, além de não enferrujar pelo tratamento e adquirir a resistência de uma peça única.

## Exemplos de diferentes tipos de Tsuba

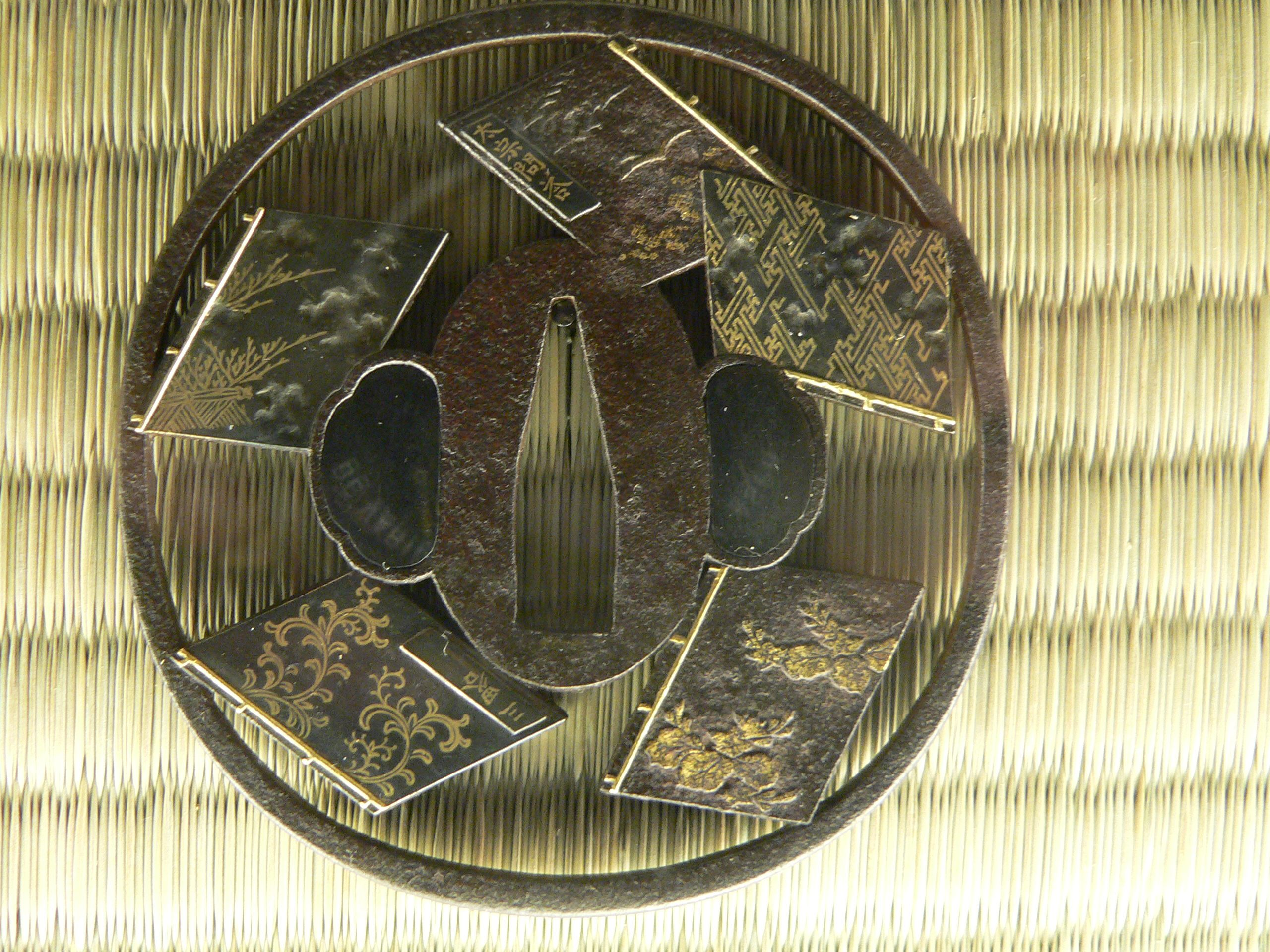
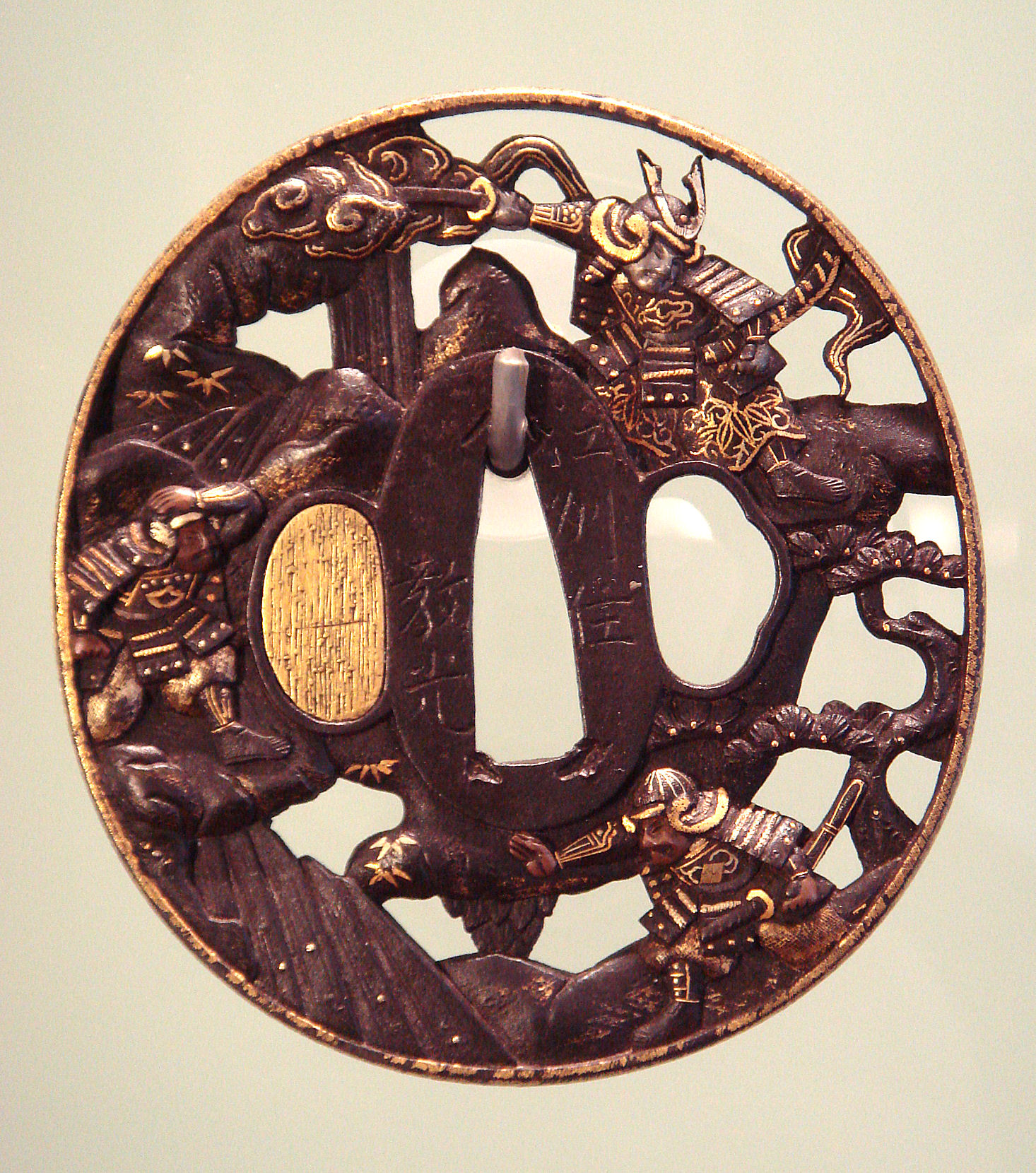
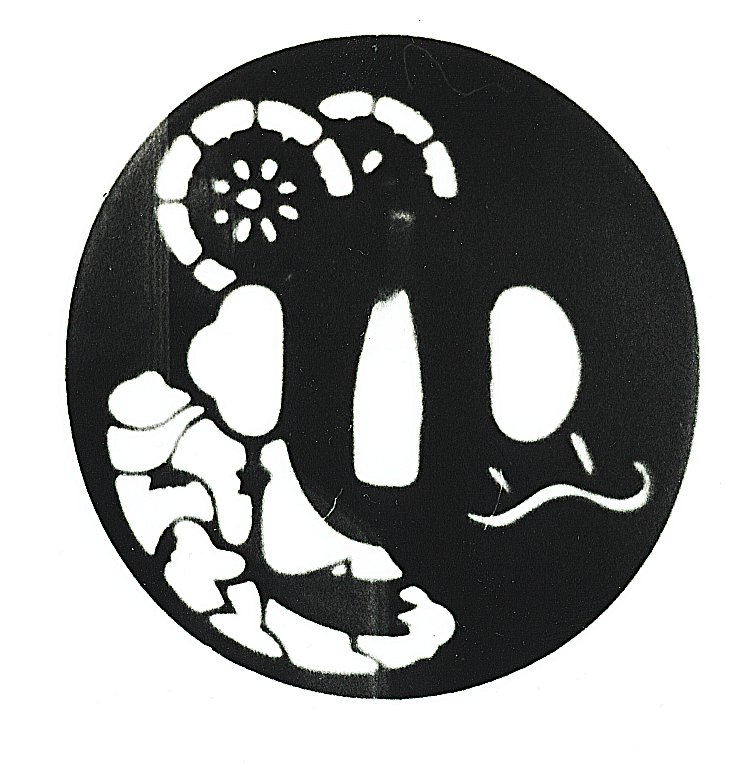
Tsuba do período Edo.
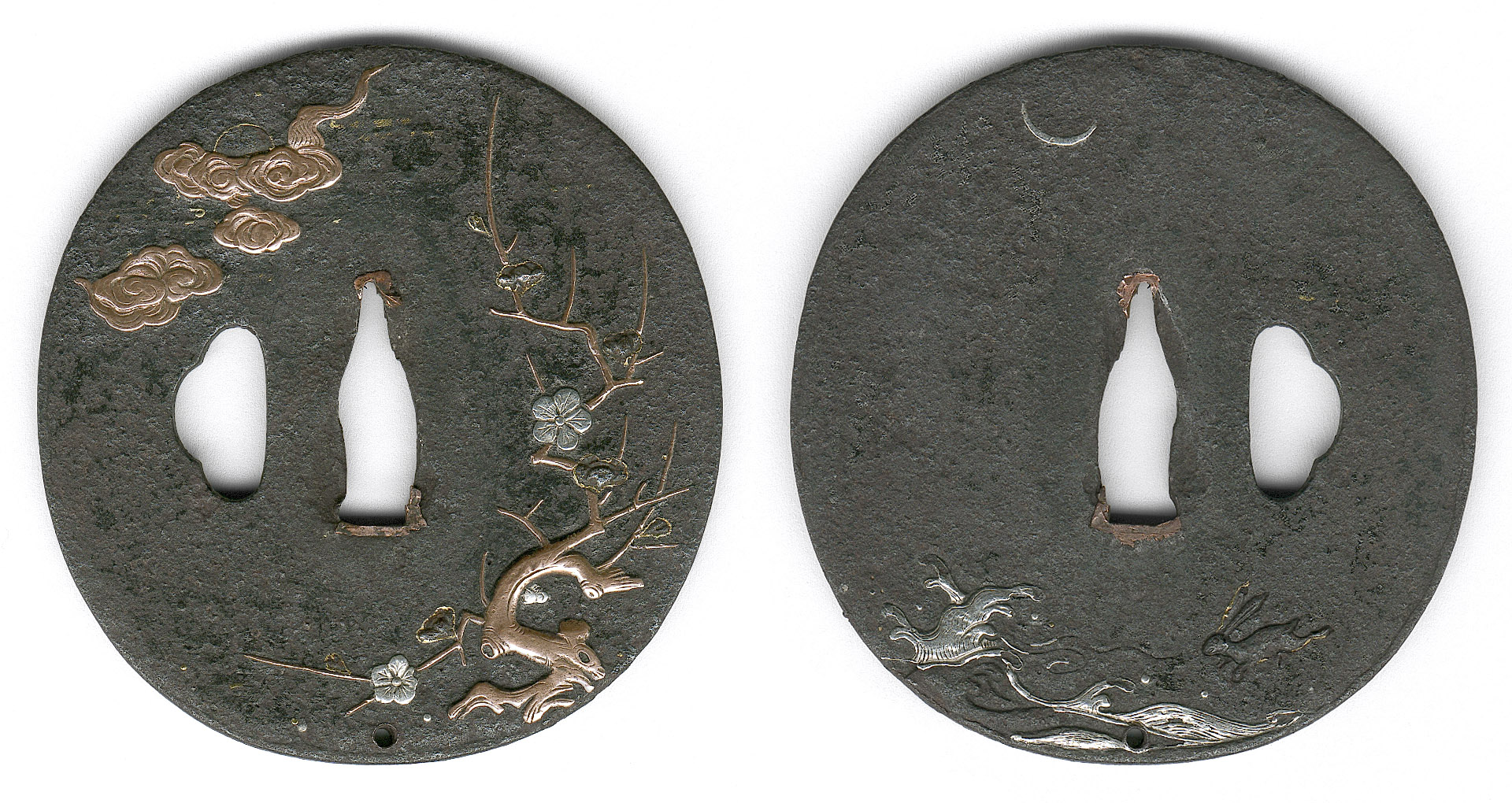
Tsuba com motivo floral e animal incrustado
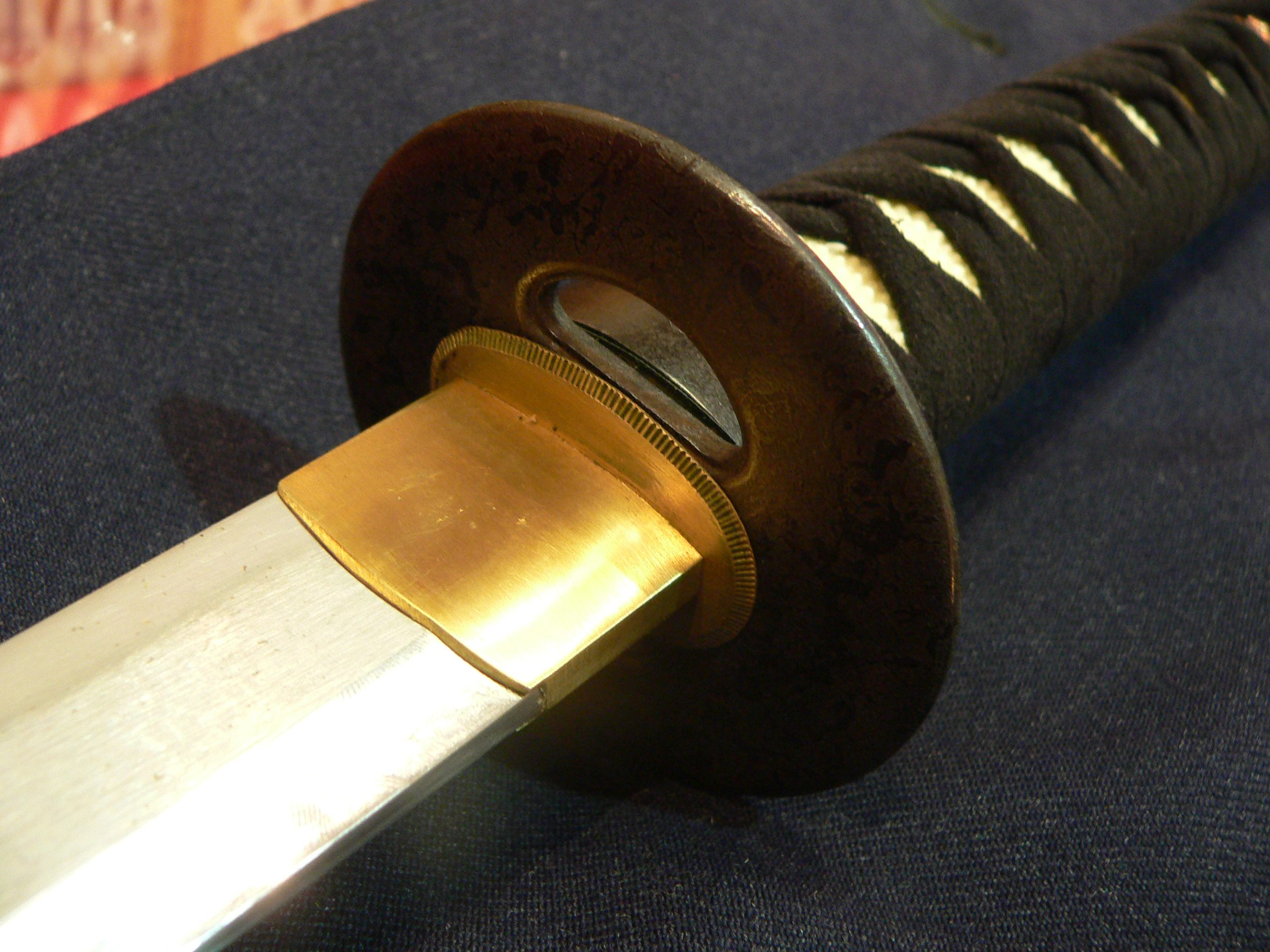
Tsuba em uma katana moderna.